# Crèvecœur

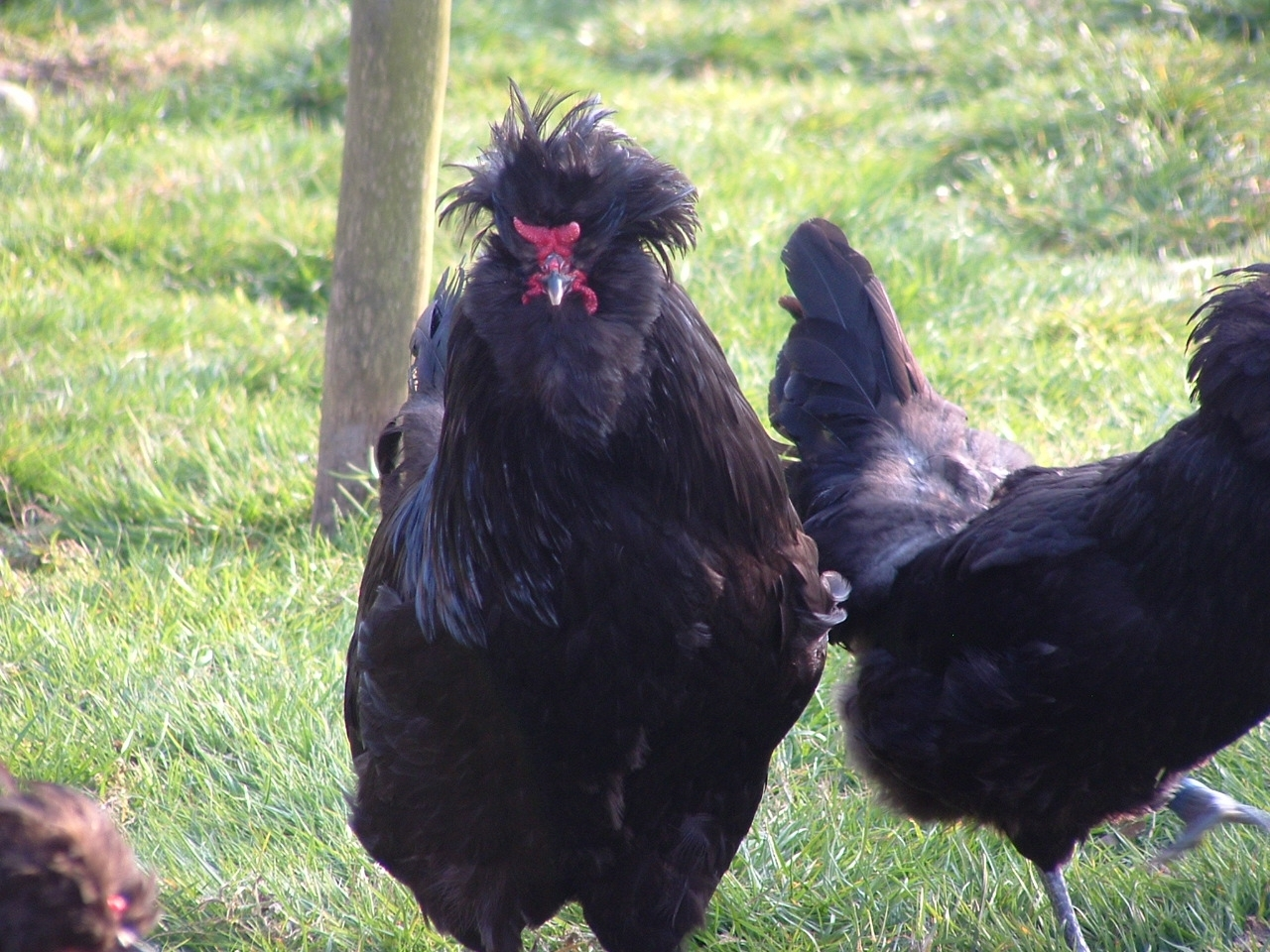
Crèvecœur kakas (1.0)

A Crèvecœur egy régi franciaországi tyúkfajta.

## Fajtatörténet
Keletkezésénél olaszországi területek is fontos szerepet játszottak. 1855-ben Párizsban már mutattak be egyedeket kiállításokon.

## Fajtabélyegek, színváltozatok
Háta széles, hosszú és lapos. Farktollai szélesek, nagy ívben görbültek, magasan hordott. Melltájék széles, mély. Szárnyak nagyok, mértékkel simul a testhez. Feje széles, koponyáján jellegzetes kimagasodás van, melyen a dús bóbita ül. Taraja V alakú szarv típusú. Arca piros, nagyban kitakarja a szakálla. Szemek vörösek. Csőr erős, görbült. Füllebeny kicsi, toroklebeny kicsi, rövid. Nyaka görbült. Csüd rövid, sötétszürkés-kékes. Tollazata puha.
Színváltozatok: Fekete, fehér, kék.

## Tulajdonságok
Jó húshozamú. Nem olyan nagyfajta, de hamar eléri a „vágás érettségi” kort. Nyugodt temperamentumú.
| Általános tulajdonságok: | Általános tulajdonságok:  |
| ------------------------ | ------------------------- |
| Súlya                    | kakas 3,5 kg, tojó 2-3 kg |
| Gyűrűmérete              | kakas 20, tojó 18         |
| Tenyésztojás tömege      | 55 g                      |
| Tojáshéj színe           | fehér                     |
| Éves tojáshozama         | 150 db                    |